# SoundOn
SoundOnは、2021年にTikTok（ティックトック）によって設立された音楽マーケティングおよび配信プラットフォームです。主に楽曲の配信とアーティスト向けサービスを提供しており、ユーザーが直接TikTokに音楽をアップロードしてロイヤルティを獲得できる機能を備えています。同時に、このツールはアップロードされた音楽の著作権をクリエイター自身が保持し続けられる仕組みを採用しています。